# Unterreichenbach
Unterreichenbach är en kommun och ort i Landkreis Calw i regionen Nordschwarzwald i Regierungsbezirk Karlsruhe i förbundslandet Baden-Württemberg i Tyskland.
Kommunen ingår i kommunalförbundet Bad Liebenzell tillsammans med staden Bad Liebenzell.